# ویندوز امبدد

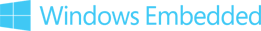
Windows Embedded

ویندوز امبدد یا ویندوز جاسازی شده (به انگلیسی: Windows Embedded) سیستم‌عاملی از شرکت مایکروسافت است که برای به کار بردن در سامانه‌های نهفته طراحی شده‌است. مایکروسافت این گونه از سیستم عامل خاص را برای دستگاه‌های جاسازی شده طراحی و در دسترس قرار داده است. از جمله این دستگاه‌ها می‌توان به پایانه‌های فروش، کیوسک‌ها و . . . اشاره کرد.

ویندوز امبدد برای تولیدکنندگان سیستم‌های مختلف که می‌خواهند از سیستم عامل ویندوز به صورت OEM در محصولات خودشان استفاده کنند، بسیار مناسب است.